# Ina Madsen
Jacobine Susanne "Ina" Madsen (sinh ngày 31, tháng 12, năm 1867 – mất ngày 19, tháng 8, năm 1935) cô là một ca sĩ opera người Na Uy và giáo viên dạy hát.

## Gia đình
Ina Madsen là con gái của chủ tàu Jacob Edvard Didrik Madsen và Susanne Sofie Clausen, và em gái của nhà văn Theodor Madsen. Cô kết hôn với kiến trúc sư Børge Rosenkilde (k. 1869–1927). Cha cô đã chết trước khi cô được rửa tội tại thành phố Bergen.